# Шестиполосый каранкс
Шестиполосый каранкс (лат. Caranx sexfasciatus) — вид морских лучепёрых рыб из семейства ставридовых. Представители вида распространены в тропических и субтропических областях Индийского и Тихого океанов. Максимальная длина тела — 120 см. Промысловая рыба. Популярный объект спортивной рыбалки. Международный союз охраны природы присвоил этому виду охранный статус «Вызывающий наименьшие опасения».

## Описание
Тело удлинённое, немного сжато с боков, покрыто мелкой циклоидной чешуёй. Грудь полностью покрыта чешуёй. Верхний профиль тела немного выпуклый в передней части; постепенно поднимается от кончика рыла до начала основания второго спинного плавника. Нижний профиль тела слегка выпуклый. Рыло немного заострённое, длина рыла превышает диаметр глаза. Окончание верхней челюсти доходит до вертикали, проходящей через окончание глаза. Глаза с жировым веком; в передней части глаза веко небольшое, а в задней — доходит до задней границы зрачка. Зубы на верхней челюсти расположены в два ряда; в переднем ряду сильные широко расставленные, клыкообразные; во внутреннем ряду мелкие ворсинкообразные. На нижней челюсти зубы расположены в один ряд; сильные, конической формы, широко расставленные у взрослых особей. На первой жаберной дуге 21—25 жаберных тычинок, из них 6—8 на верхней части, а на нижней 15—19.  Два спинных плавника. В первом спинном плавнике 8 жёстких лучей, а во втором — 1 жёсткий и 19—22 мягких лучей. В анальном плавнике 1 колючий и 14—17 мягкий луч, перед плавником расположены 2 колючки. Передние мягкие лучи в спинном и анальном плавниках удлинённые. Грудные плавники удлинённые, серповидной формы. В брюшных плавниках 1 жёсткий и 19—22 мягких лучей. Боковая линия делает высокую дугу в передней части, а затем идёт прямо до хвостового стебля. В выгнутой части боковой линии 49—50 чешуи; в прямой части 0—3 чешуйки и 27—36 костных щитков. Хвостовой плавник серповидный. Позвонков: 10 туловищных и 15 хвостовых.
У взрослых особей верхняя часть головы и тела от серебристо-оливкового до радужного сине-зелёного цвета, нижняя часть тела серебристо-оливковая или беловатая. У верхнего края жаберной крышки небольшое тёмное пятно, диаметр пятна намного меньше диаметра зрачка. Второй спинной плавник от оливкового до черноватого цвета с белым передним кончиком. Анальный и хвостовой плавники желтоватые или чёрные. Щитки боковой линии тёмные или чёрные. У молоди и молодых особей голова, тело и щитки более серебристые, а плавники от серого до желтоватого цвета. Верхняя половина передней части спинного плавника и верхняя лопасть хвостового плавника тёмные. По бокам тела проходят 4—7 поперечных широких тёмных полос .
Максимальная длина тела 120 см, обычно до 60 см. Масса тела до 18 кг.

## Ареал
Шестиполосые каранксы широко распространены в умеренных, субтропических и тропических водах Индо-Тихоокеанской области и в восточной части Тихого океана. Индийский океан: от южной оконечности Африки вдоль восточного побережья Африки до Красного моря и Персидского залива. Встречаются вдоль всего побережья Южной и Юго-восточной Азии до Индонезии и северной и Западной Австралии. Также встречаются у сотен океанических островов Индийского океана, включая Мальдивские и Сейшельские острова, Мадагаскар и Кокосовые острова. Западная часть Тихого океана: от юга Японии; у всех островов и архипелагов центрально-западной части Тихого океана и на юге доходят до восточного побережья Австралии и Новой Каледонии. Восточная часть Тихого океана: от Мексики и Калифорнийского залива до Эквадора, включая Галапагосские и Гавайские острова.